# 古氏溪蟹属
古氏溪蟹属（学名：Gurumon）是溪蟹科的一属。本属以水生生物学家Dr. Shantabala Devi Gurumayum的名字命名。

## 下属物种
本属包括以下物种：
- Gurumon gurumayum Pati, 2022[2]